# Road Trips Volume 3 Number 3
Road Trips Volume 3 Number 3 je koncertní album skupiny Grateful Dead, vydané 14. června 2010 u Grateful Dead Records. Album bylo nahráno 15. května 1970 ve Fillmore East v New York City.

## Seznam skladeb
| Disk 1 | Disk 1                                                                                                  | Disk 1                                   | Disk 1 |
| Pořadí | Název                                                                                                   | Autor                                    | Délka  |
| ------ | --- | ---------------------------------------- | ------ |
| 1.     | Don't Ease Me In                                                                                        | traditional                              | 4:24   |
| 2.     | I Know You Rider                                                                                        | traditional                              | 8:39   |
| 3.     | Ain't It Crazy (The Rub)                                                                                | Hopkins                                  | 3:56   |
| 4.     | Long Black Limousine                                                                                    | Stovall, George                          | 4:54   |
| 5.     | New Speedway Boogie                                                                                     | Garcia, Hunter                           | 6:23   |
| 6.     | Casey Jones                                                                                             | Hunter, Garcia                           | 5:02   |
| 7.     | St. Stephen                                                                                             | Garcia, Lesh, Hunter                     | 5:47   |
| 8.     | That's It for the Other One 1. Cryptical Envelopment 2. Drums 3. The Other One 4. Cryptical Envelopment | Garcia, Kreutzmann, Lesh, McKernan, Weir | 24:29  |
| 9.     | Cosmic Charlie                                                                                          | Garcia, Hunter                           | 7:59   |
| 10.    | New Minglewood Blues                                                                                    | Lewis                                    | 3:36   |

| Disk 2 | Disk 2                            | Disk 2                 | Disk 2 |
| Pořadí | Název                             | Autor                  | Délka  |
| ------ | --------------------------------- | ---------------------- | ------ |
| 1.     | Deep Elm Blues                    | traditional            | 5:42   |
| 2.     | The Ballad of Casey Jones         | traditional            | 4:49   |
| 3.     | Silver Threads and Golden Needles | Jack Rhodes, Reynolds  | 3:49   |
| 4.     | Black Peter                       | Garcia, Hunter         | 7:23   |
| 5.     | Friend of the Devil               | Garcia, Dawson, Hunter | 4:06   |
| 6.     | Uncle John's Band                 | Garcia, Hunter         | 7:01   |
| 7.     | She's Mine                        | Hopkins                | 2:54   |
| 8.     | Katie Mae                         | Hopkins                | 4:38   |
| 9.     | A Voice from On High              | Monroe                 | 2:52   |
| 10.    | China Cat Sunflower               | Garcia, Hunter         | 4:58   |
| 11.    | I Know You Rider                  | traditional            | 4:39   |
| 12.    | Cumberland Blues                  | Garcia, Lesh, Hunter   | 5:14   |
| 13.    | Hard to Handle                    | Isbell, Jones, Redding | 5:51   |
| 14.    | Morning Dew                       | Dobson, Rose           | 10:53  |
| 15.    | Dire Wolf                         | Garcia, Hunter         | 3:54   |

| Disk 3         | Disk 3                  | Disk 3                                                 | Disk 3 |
| Pořadí         | Název                   | Autor                                                  | Délka  |
| -------------- | ----------------------- | ------------------------------------------------------ | ------ |
| 1.             | Good Lovin'             | Clark, Resnick                                         | 13:45  |
| 2.             | Dark Star               | Garcia, Hart, Kreutzmann, Lesh, McKernan, Weir, Hunter | 19:40  |
| 3.             | St. Stephen             | Garcia, Lesh, Hunter                                   | 6:04   |
| 4.             | Not Fade Away           | Holly, Petty                                           | 6:53   |
| 5.             | Turn On Your Love Light | Scott, Malone                                          | 27:45  |
| 6.             | Cold Jordan             | traditional                                            | 2:33   |
| Celková délka: | Celková délka:          | Celková délka:                                         | 230:29 |

## Sestava

### Grateful Dead
- Jerry Garcia – akustická kytara, sólová kytara, zpěv
- Bob Weir – akustická kytara, rytmická kytara, zpěv
- Phil Lesh – basová kytara, zpěv
- Mickey Hart – bicí
- Bill Kreutzmann – bicí
- Ron „Pigpen“ McKernan – varhany, perkuse, harmonika, akustická kytara, zpěv

### Hosté
- John Dawson – doprovodný zpěv v „A Voice from On High“ a „Cold Jordan“
- David Nelson – mandolína v „A Voice from On High“ a „Cold Jordan“